# درسات
الدُرسات (الاسم العلمي: Emberizidae) (بالإنجليزية: buntings)‏ هي فصيلة من الطيور تتبع رتبة العصفوريات من صنف الطيور الحديثة.
تعتبر الدرسات من أكبر فصائل طيور الجواثم. وتعتبر من الطيور التي تقتات على البذور لما تمتلكه من مناقير مميزة. تُسمى معظم هذه الأنواع في أوروبا باسم طيور الدرسة. وفي شمال أمريكا، تُعرف معظم هذه الأنواع باسم العصافير الأمريكية، لكنها لا تنتمي إلى ما يعرف باسم عصافير (العالم القديم) من فصيلة عصافير الدوري. وتشمل أيضا طيور أمريكا الشمالية المعروفة باسم الجنك والطوهي.
كان أول ظهور لفصيلة الدرسات في أمريكا الجنوبية ثم بدأت في الانتشار حتى وصلت إلى أمريكا الشمالية قبل أن تعبر شرق آسيا وتمضي في انتشارها قدمًا نحو الغرب. ويفسر السبب لندرة أنواع طيور الدرسات في أوروبا وإفريقيا إذا ما تمت مقارنتها مع الأمريكتين. في فصائل العصفوريات الأخرى يكون توزيع علم التصنيف لأعضاء هذه الفصيلة غير مرتبة.
العديد من الأجناس في أمريكا الشمالية والوسطى وثيقة الصلة بأنواع مختلفة من مجموعات طيور التناجر، ويوجد جنس واحد على الأقل من طيور التناجر (طائر تناجر الشجر) يحتمل أنه ينتمي إلى فصيلة الدرسات.

## الخصائص
تعد عصافير الدرسات طيور صغيرة الحجم يبلغ طولها 15 سم تقريبًا، كما أنها تمتلك منقارًا مميزًا، بجانب تسع ريشات أساسية. وتختلف أحجام هذه الفصيلة، ففي جنس طيور آكلة البذور يبلغ طول الأنواع الصغيرة منها ما يقرب من 10 سم وتزن ما يقرب من 9-10 جرامات، أما طيور طوهي أبرت فيبلغ طولها ما يقرب من 24 سم (9.5 بوصات) كما تتميز بذيلها القصير، بينما يبلغ وزن طيور طوهي كانيون القصيرة والبدينة ما يقرب من 54 جرامًا (1.9 أونصة). وتعيش هذه الأنواع في مواطن مختلفة كالغابات وعلى الأغصان وفي الأهوار وفي المراعي. تمتاز أنواع طيور العالم القديم بلون الريش البني المخطط، بينما أنواع طيور العالم الجديد تمتاز بالألوان الزاهية. كما تمتاز العديد من هذه الأنواع بشكل الرأس المميز.

## السلوك والبيئة
تعتمد الدرسات على البذور كغذاء رئيسي، كما أنها تتغذى على الحشرات أيضا خاصة عند إطعام صغارها.
وتتشابه الدرسات في عاداتها مع عادات العصافير الأخرى في كونها تتعايش في جماعات. وتصنف بعض المصادر القديمة عصافير الشجر العنبرية على أنها من فصائل الشرشوريات، كما أن ما زالت تشير إلى بعض أسمائها بالشرشوريات. مع بعض الاستثناءات، يوجد درسات تبني اعشاشها على شكل كأسي من الأعشاب والألياف النباتية، وتتميز أيضًا بأنها أحادية التزاوج.

## التصنيف
تعد العلاقات بين هذه الطيور وبين المجموعات الأخرى ضمن مجموعة الطيور المغردة الأساسية التسع هي النقطة العالقة الأكبر. وفي الواقع، تعتبر العلاقات بين فصائل الطيور العنبرية كما هو ظاهر في هذا السياق علاقة غامضة، مع احتمالية عدم وجود علاقة قريبة بين المجموعات الأساسية الثلاث.

### جنس الدُرَسَة
تشير نتائج دراسة بيوكيميائية معاصرة بأن الدرسة المتوجة والدرسة الرمادية تنتمي إلى جنس الدرسة، كما يمكن أن تكون نوعًا من هذه الأجناس.
- الجنس ميلوفس – عصفور الدُرَسَة المتوج (Crested Bunting)
- الجنس اللاتوشيورنيس – عصفور الدُرَسَة الأردوازي (Slaty Bunting)
- الجنس عصافير الشجر الأمريكية (Emberiza) – عصافير الدُرَسَة النمطية (40 نوعًا تقريبًا)
- الجنس الدخينة – عصفور دُرَسَة القمح (Corn Bunting)

### العصافير الأمريكية وطيور البرقش، منها الجنك والطوهي
تندرج طيور تناجر الشجر «كلوروسبرنجوس» (Chlorospingus) إلى هذه الفصائل أيضا.
- الجنس أريمون (Arremon) (19 نوع)
- الجنس أريمونوبس (Arremonops) (4 أنواع)
- الجنس ميلوزون (Melozone) (7 أنواع)
- الجنس بيبلو (Pipilo) (9 أنواع)
- الجنس أيموفيلا (Aimophila) (6 أنواع)
- الجنس بيوكايا (Peucaea) (8 أنواع)
- الجنس أورتراس (Oriturus) – العصفور المخطط (Striped Sparrow)
- الجنس توريورنيس (Torreornis) – عصفور الغابة (Zapata Sparrow)
- الجنس شيبزيلا (Spizella) (7 أنواع)
- الجنس بوسيتس (Torreornis) – عصفور الليل (Vesper Sparrow)
- الجنس شونديستس (Chondestes) – عصفور القنبرة (Lark Sparrow)
- الجنس أمفيسبيزا (Amphispiza) (3 أنواع)
- الجنس كالاموسبيزا (Calamospiza) – عصفور دُرَسَة القنبرة (Lark Bunting)
- الجنس باسركولوس (1-2 نوع) – عصافير السافانا (savannah sparrows) وعصفور إبسويتش (Ipswich Sparrow) وعصافير المناقير الطويلة (large-billed sparrows)
- الجنس أمودراموس (Ammodramus) (9 أنواع)
- الجنس باسريلا (Passerella) – عصافير الثعلب (fox sparrows) (4 أنواع على الأغلب)
- الجنس زينوسبيزا – عصفور سييرا مادري أو عصفور بيلي (Sparrow or Bailey's Sparrow)
- الجنس ميلوسبيزا (Melospiza) (3 أنواع)
- الجنس زونوتريشيا (Zonotrichia) (5 أنواع)
- الجنس جونكو (junco) – جونكوز (juncos) (4 أنواع)

فيما يلي مجموعة من العصافير المدارية الجديدة وثيقة الصلة في الشكل والمعروفة باسم عصافير البرقش (brush-finches)
- الجنس أتلابيتس (Atlapetes) (28 نوع تقريبا)
- الجنس ليسورس (Lysurus) (نوعان)
- الجنس سيليوفورس (Pselliophorus) (نوعان)
- الجنس بيزوبيتس (Pezopetes) – عصفور القدم الكبيرة (Large-footed Finch)

### عصافير الدُرَسَة الثلجية والقطبية الشمالية
- الجنس كلاكاريوس (Calcarius) (3 أنواع)[16]
- الجنس رينكوفانس (Rhyncophanes) (نوع واحد)
- الجنس بلكتروفيناكس (Plectrophenax) – عصافير الدرسة القطبية الشمالية (Arctic buntings) (نوعان)